# Matchbox (band)
Matchbox was een Engelse rockabillyband die werd opgericht in 1971 en de oorspronkelijk bezetting bestond uit de "Houndog" Terry Fred Poke, Jimmy Redhead en Wiffle Smith. Na 1978 veranderde de bezetting regelmatig. De laatste single "I Want Out" verscheen in 1983, in samenwerking met zangeres Kirsty MacColl en was afkomstig van het album "Crossed Line".
In 1989 werd door Graham Fenton samen met Poke, Bob Burgos, Howard Gadd en Greg Gadd de "Graham Fenton's Matchbox" samengesteld. Er werden begin jaren negentig zes albums uitgebracht. 
Enkele originele leden van Matchbox hielden een reünie in 1995 en speelden live in heel Europa en er verscheen een nieuw album. In 2005 kwam het album "The Platinum Collection" uit en in 2010 kwam het album "Live in Bristol 1978" uit. 
De bekendste en hoogst genoteerde nummers in de Top 40 in Nederland waren in 1980 "Midnite Dynamos", dat een 3e plaats bereikte, en een Alarmschijf, en "Buzz Buzz a Diddle It", dat een 6e plaats bereikte. Opvallend bij dit nummer was de rauwe kreet van de zanger aan het begin van het nummer. "Babe's in the wood" en "Love's Made a Fool of You" werden geen hit.
In 2025 overleed Graham Fenton.